# Lepthyphantes longihamatus
Lepthyphantes longihamatus este o specie de păianjeni din genul Lepthyphantes, familia Linyphiidae, descrisă de Bosmans, 1985.
Este endemică în Morocco. Conform Catalogue of Life specia Lepthyphantes longihamatus nu are subspecii cunoscute.